# Cornelius Arendtz
Cornelius Arendtz (Arendtson; även Cornelis), född omkring 1590, död omkring 1655, var en nederländsk porträttmålare verksam i Sverige. 

## Biografi
Arendtz var son till målaren Arendt Lamprechts som flyttat till Sverige från Emden.
Han var verksam under åren 1610 till 1640, och porträtterade bland andra Gustav II Adolf och drottning Kristina. Han målade ofta stela helfigursporträtt typiska för sin tid, men med mer realistiskt tecknade ansikten.

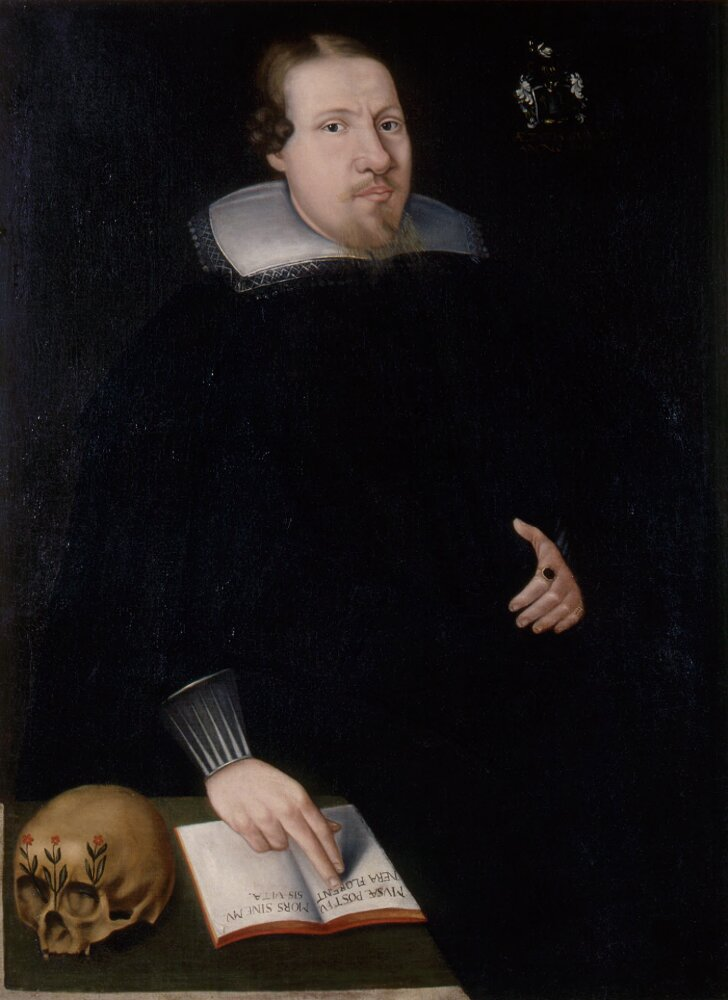
Porträtt av Johannes Messenius sannolikt målat av Arentz cirka 1610.